# Upplands runinskrifter 13
Runinskrift U 13 är ett vikingatida runstensfragment av granit i Husby, Munsö socken och Ekerös kommun. U 13 kröner Björn Järnsidas hög, den största gravhögen i ett stort vendeltida gravfält beläget vid Husby på Munsö. Stenen är ett fragment och andra sönderslagna brottstycken ligger bredvid. Runstensfragmentet är 65 cm hög, 80 cm bred och 30 cm tjock. Runorna är 10 cm höga. På en teckning av Carl Ludvig von Schantz från 1700-talet, finns fragmentet på samma plats som nu. Den nötta texten är inte lätt att urskilja men de få runorna har ändå blivit tydda och lyder enligt den översatta inskriften nedan:

## Inskriften
Translitterering av runraden:
... ...[r]kutr þaiʀ ... ... atu ' ok| |ku[þ]... ...
Normalisering till runsvenska:
... [Þo]rgutr þæiʀ ... ... andu ok Guð[s] ...
Översättning till nusvenska:
... Torgöt de... . (hans) ande och Guds (moder)...
På kortare slingan kunde ha stått, enligt Brate, Guð hialpi hans andu ok Guðs moðiʀ.

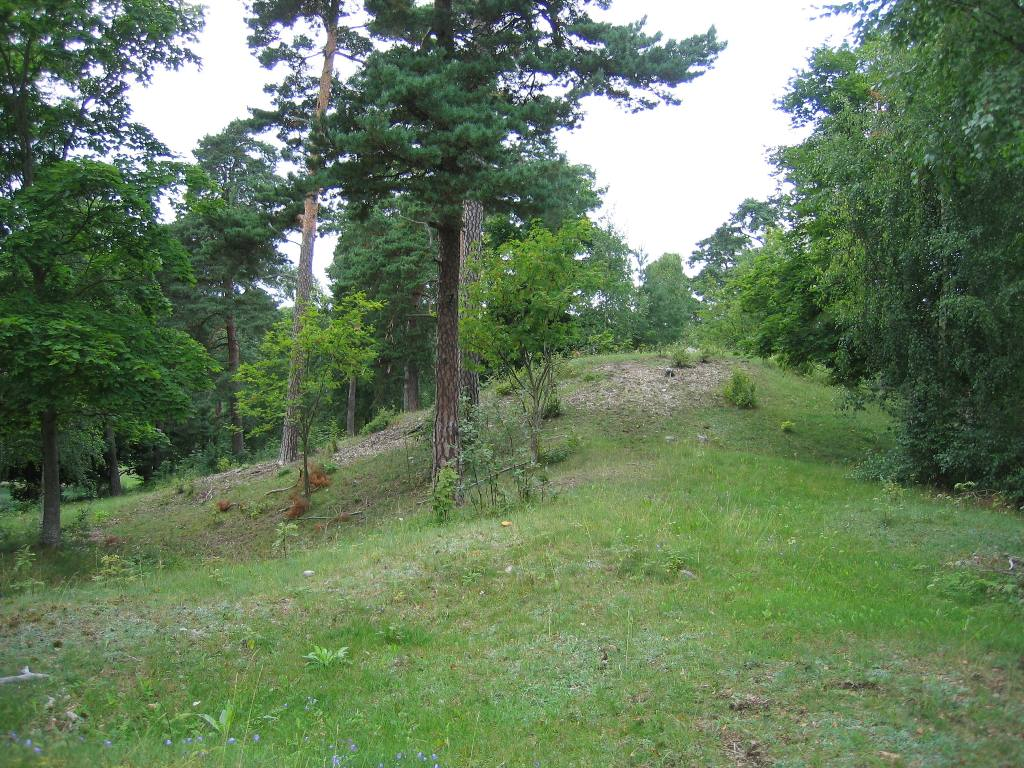
Björn Järnsidas hög.

Björn Järnsidas hög är den största och högst belägna av en samling högar på ryggen av grusås, öster om Husby gård. Den ligger på gravfält, ca 540x35-140 m i NV-SÖ riktning, bestående av cirka 150 fornlämningar. Dessa utgörs av 45 högar, cirka 104 runda stensättningar och 1 runstensfragment. Högarna är 6-20 meter i diameter (i allmänhet 8-12 meter) och 0,6-5 meter höga (i allmänhet 1-2 meter), övertorvade. Den största högen är 20 meter diameter och 5 meter hög med avplanat krön, cirka 10 meter i diameter. De runda stensättningarna är 4-8 meter i diameter och 0,1-0,5 meter höga, övertorvade. Flera har enstaka stenar i ytan, 0,2-0,4 meter stora. Flera av stensättningarna har mittgrop, 2-4 meter i diameter och 0,1-0,2 meter djupa. Gravfältet är fornvårdat. Cirka 25 meter öster om det större gravfältet finns mindre gravfält, 60 × 25 meter i VNV-ÖSÖ riktning, bestående av cirka 6 fornlämningar. Dessa utgörs av 5 högar och terrassering, cirka 30 × 5-10 meter och intill en meter hög. Fyra av högarna ligger i dess östra delen.